# Николо-Казанка
Николо-Казанка (баш. Николо-Ҡаҙан) — деревня в Караидельском районе Республики Башкортостан Российской Федерации. Входит в состав Урюш-Битуллинского сельсовета. 
По состоянию на 2010 год его население составляло 12 человек. 

## География

### Географическое положение
Расстояние до:
- районного центра (Караидель): 45 км,
- ближайшей ж/д станции (Щучье Озеро): 109 км.
- Николо-Казанка расположена в 39 км к юго-западу от Караиделя (административного центра района) по автодороге. Атняшкино - ближайший сельский населенный пункт

## Население
| 2002 | 2009 | 2010 |
| ---- | ---- | ---- |
| 11   | ↘10  | ↗12  |

Национальный состав
Согласно переписи 2002 года, преобладающая национальность — марийцы (91 %).